# بلان (بلژیک)
شهر بلان (به فرانسوی: Balen) در شهرستان تورنو در استان آنتوئر در منطقه فلاندری در کشور بلژیک واقع شده‌است.